# Душко Петровић
Душко Петровић Грбиновац (Горња Грабовица, Ваљево, 2. април 1945 — Ваљево, 14. јануар 2014) био је српски народни певач ромског порекла.

## Дискографија
- 1968: Циганске песме
- 1969: Гатарица
- 1970: Буди само моја
- 1970: Живот мој пролази
- 1971: Ове ноћи испијам чаше
- 1971: Све ти праштам невернице
- 1972: Зашто љубав у боли претвараш
- 1973: Са неверством ранила си мене
- 1974: Мора доћи, чекаћу је
- 1974: Прошли дани
- 1975: Ја Босанац она Србијанка
- 1975: Ја се нећу женити
- 1976: Казаљке су поклопљене
- 1977: Не живи се пет стотина лета
- 1978: Једна жена непозната
- 1978: Sukar romnji
- 1981: Љубав друже права није
- 1981: Од зле среће до љубави
- 1982: Dade, Dade Lela Pala Mande
- 1983: Дођи врати се
- 1985: У животу кад се воли неко
- 1991: Лако је, лако теби
- 1994: Звони звонце затворско
- 2000: Ђулијано
- 2012: Ове су те руке миловале сине